# Frea fulvovestita
Frea fulvovestita är en skalbaggsart som först beskrevs av Leon Fairmaire 1893.  Frea fulvovestita ingår i släktet Frea och familjen långhorningar. Inga underarter finns listade i Catalogue of Life.